# Linda Bengtzing

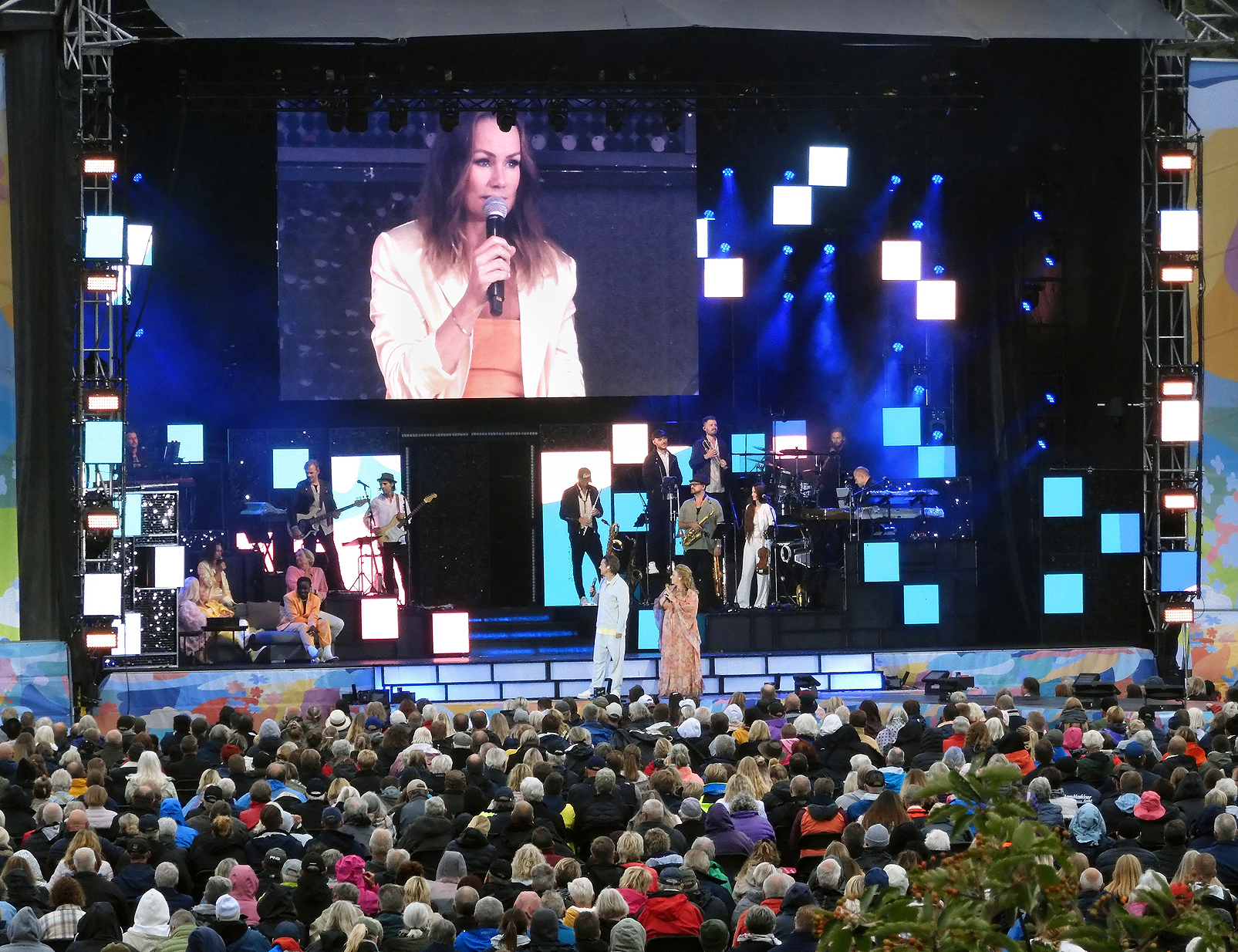
Linda Bengtzing in Ystad 2021.

Linda Bengtzing (Gullspång, 13 maart 1974) is een Zweedse popzangeres. Ze werd bekend in het vierde seizoen van het Idoolprogramma Fame Factory en probeerde ook een gooi te doen naar het Eurovisiesongfestival in 2005, 2006, 2008, 2011, 2014, 2016, 2020 en 2022.

## Biografie
Linda groeide op in Gullspång, een klein dorpje in Västra Götalands län. Ze bracht in 1987 en 1989 twee singles uit, maar verdween dan 15 jaar uit de muziekindustie. Ze nam in 2004 deel aan Fame Factory en werd zo bekend. Ze stuurde het lied Alla Flickor in voor Melodifestivalen 2005 en werd geselecteerd. In de halve finale werd ze derde, maar kon zich via het achterpoortje van de Tweedekansronde toch plaatsen voor de finale. Daarin werd ze gedeeld laatste en kreeg enkel punten van de jury. Het lied werd een dikke hit en bereikte de 8ste plaats in de Hitlistan. De opvolgsingle Diamanter, dat nogal op Alla Flickor leek bereikte de 32ste plaats.
Het volgende jaar nam ze opnieuw deel aan Melodifestivalen en dit keer met Jag ljuger så bra, dat eigenlijk geschreven werd voor Jessica Andersson. Dit keer werd Linda tweede en plaatste zich zo rechtstreeks voor de finale, waar ze zevende van de tien werd. Opnieuw kreeg ze weinig stemmen van het publiek, maar dat weerspiegelde zich niet in de hitlijsten waar ze de tweede plaats bereikte.
Ook in 2007 liet ze van zich horen met de single "Värsta schlagern". Er gingen geruchten rond dat het lied ingezonden werd voor Melodifestivalen 2007, maar niet geselecteerd werd. Het lied was een duet met Markoolio en was een dijk van een hit waarmee Linda voor het eerst de nummer één positie wegkaapte in de hitlijst.
In 2008 maakt ze opnieuw haar opwachting bij Melodifestivalen en volgens geruchten omdat haar platenmaatschappij geen nieuw album wilde uitbrengen als ze niet meedeed. Ze eindigde met haar nummer Hur Svårt Kan Det Va als 5de, en moest dit jaar Charlotte Perrelli feliciteren met de winst.
Na een tussenpose van drie jaar, neemt Linda in 2011 deel met het nummer E det fel på mig, waarmee ze haar halve finale won, en ze uiteindelijk 7e werd in de finale. In 2014 nam ze voor de vijfde keer deel, met het nummer "Ta mig", maar voor het eerst blijft Linda steken in de voorronde en haalt ze niet de finale.

## Discografie

### Singles
- 2005: Alla flickor
- 2005: Diamanter
- 2006: Jag ljuger så bra
- 2006: I gult och blått (met Magnus Hedman)
- 2006: Kan du se
- 2007: Värsta schlagern (met Markoolio)
- 2008: Hur svårt kan det va?
- 2009: Not That Kinda Girl (met Kim-Lian)
- 2010: Victorious
- 2011: E det fel på mig
- 2014: Tå mig
- 2016: Killer Girl
- 2022: Fyrfaldigt hurra!

### Albums
- 2006: Ingenting att förlora
- 2008: Vild & galen
- 2011: Min karusell - En samling

## Hitlijsten

### Singles
| Single met eventuele hitnotering(en) in de Nederlandse Top 40 | Datum van verschijnen | Datum van binnenkomst | Hoogste positie | Aantal weken | Opmerkingen  |
| ------------------------------------------------------------- | --------------------- | --------------------- | --------------- | ------------ | ------------ |
| Not that kinda girl                                           | 2009                  | 24-10-2009            | tip9            | -            | met Kim-Lian |